# 根纳季·博戈米亚科夫
根纳季·帕夫洛维奇·博戈米亚科夫（俄語：Геннадий Павлович Богомяков，1930年6月30日—2020年3月25日），苏联政治人物，苏共中央委员（1976年－1990年），苏共秋明州委第一书记（1973年－1990年）。

## 生平
1930年6月30日生于西西伯利亞邊疆區泰加村。1952年毕业于托木斯克理工学院，在地质部门工作。1956年毕业于托木斯克理工学院研究生院，获地矿学副博士学位。1959年加入苏联共产党。1960年至1964年，任西伯利亚地质、地球物理与矿物学研究所秋明分所所长。1964年至1967年，任西西伯利亚石油勘探研究所副所长。1967年至1969年，任苏共秋明州委石油和天然气工业部部长。1969年至1973年，任苏共秋明州委第二书记、苏共秋明市委第一书记。1970年，他和研究所的同事因在汉特-曼西的普里奥比耶发现大量石油矿产资源而被授予列宁奖。1973年，鲍里斯·谢尔比纳调至中央任石油和天然气工业建设部部长后，博戈米亚科夫任苏共秋明州委第一书记。任内领导秋明州地质勘探工作，为苏联的石油和天然气工业发展做出了巨大贡献。1974年至1989年，任苏联最高苏维埃代表。1976年至1990年，任苏共中央委员。1990年在东欧剧变和经济低迷的背景下被罢免第一书记职务。随后就发生苏联解体。博戈米亚科夫在晚年曾任秋明能源银行董事长，2010年获秋明州荣誉市民称号。2020年3月25日逝世。